# Верк (фортификация)

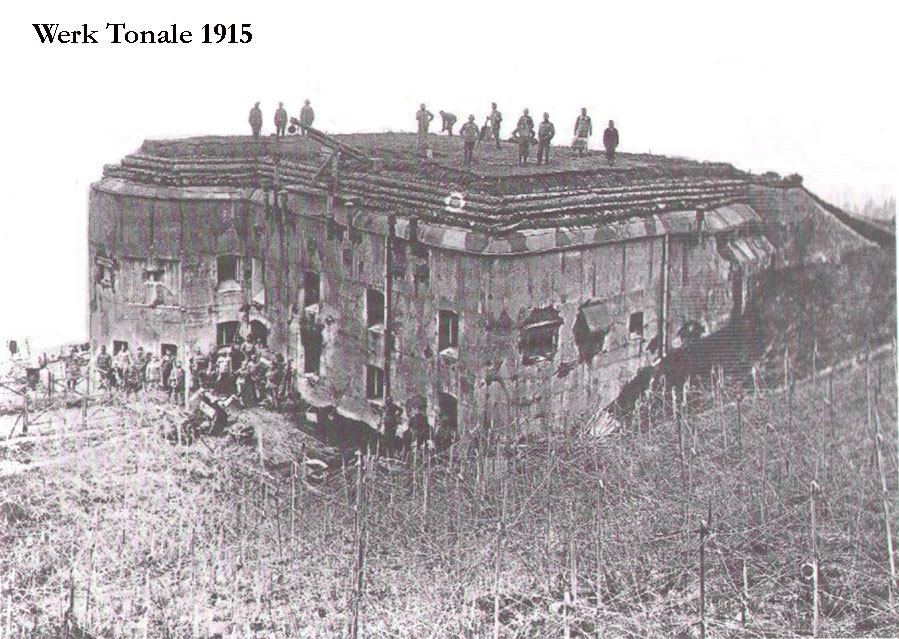
Верк Тонале
(Первая мировая война, 1915 год)

Верк (от нем. Werk — букв. сооружение, укрепление, завод) — отдельное укрепление, входящее в состав более масштабных крепостных сооружений и способное вести самостоятельную (круговую) оборону.
Наибольшее распространение в фортификации верки получили в XIX веке, когда артиллерия совершила качественный скачок. Верки делились на главные — главный вал ограды — и вспомогательные — отдельные внутренние и внешние, наружные и передовые постройки. Основным назначением внешних верков было препятствовать противнику вести безнаказанную стрельбу по основным укреплениям; внутренние же служили очагами сопротивления в том случае, если на каком-то участке атакующим удавалось преодолеть периметр крепости.
Различными видами верков являются демилюпы, равелины, реданы, горнверки, кронверки, куврфасы, ретраншементы и т.д.